# Bulborrhizina africana
Bulborrhizina africana — вид лишайників, що належить до монотипового роду Bulborrhizina з родини пармелієві (Parmeliaceae). Класифіковано у 1994 році.

## Поширення та середовище існування
Знайдений навколо основи чагарників роду велозія (Vellozia) в Мозамбіку.